# Fadel Shaker
Fadel Shaker (arabisch فضل شاكر Fadl Shaker; eigentlich Fadel Abd ar-Rahman Schamandar; arabisch فضل عبد الرحمن شمندر; geboren am 1. April 1969 im Libanon) ist ein libanesischer Sänger mit libanesischen und palästinensischen Wurzeln. Shaker ist ein Verfechter palästinensischer Rechte, was auch einen Beitrag zu seinem Erfolg leistete. Von Mahmud Abbas erhielt er die palästinensische Ehrenbürgerschaft.

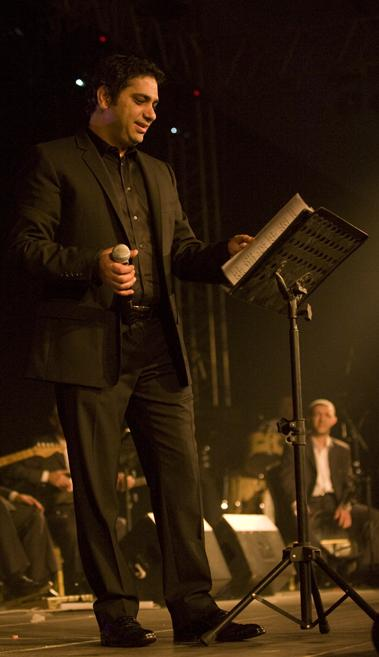
Fadel Shaker bei einem Auftritt 2008

## Familie
Shakers Vater ist Libanese Palästinensischer Herkunft, und seine Mutter Libanesin. Er wuchs im Flüchtlingslager Ain al-Hilweh in der Nähe von Sidon auf. 1989 heiratete er mit nur 20 Jahren seine palästinensische Frau Nadia. Er hatte sich in sie verliebt, nachdem sie eines seiner Konzerte besucht hatte. Mit ihr hat er drei gemeinsame Kinder, Alhan (1990), Muhammad (1994) und Rana (2002). Nach ihrem dritten Kind trennte sich das Paar. Er besaß eine dreistöckige Villa mit Swimmingpool, deren Wert auf 4,5 Millionen Dollar geschätzt wurde, in der Nähe von Sidon und eine private Obstplantage. In Sidon hatte Shaker ein Restaurant eröffnet.

## Karriere

### 1997: Frühe kommerzielle Erfolge
1997 wurde Shaker von einem Agenten des Labels Al Khouyoul Records entdeckt und unterschrieb einen Vertrag für drei Alben.
Sein erstes Album Wallah Zaman veröffentlichte er 1998. Es enthielt acht Songs, wovon Meta Habeby Meta, Maserak Habeby und Ya Tkon Habeby von Shaker selbst komponiert wurden. Einige Lieder des Albums wurden komponiert und geschrieben von bekannten arabischen Stars, wie Salah El Sharnoby und Ahmed Sheta. Durch den Erfolg des Albums gelang ihm ein erster Durchbruch.
Baya'a El Qolob, das zweite Album, wurde 1999 veröffentlicht. Auch hier komponierte Shaker einen Song, Malet Ana A'azar. Bereits innerhalb der ersten Woche erreichte der Titelsong Platz 1 in den Charts und erreichte große Beliebtheit in den Radiosendern des Mittleren Ostens. Aufgrund des großen Erfolgs produzierte Shaker zu Baya'a El Qolob und Eesheqtak jeweils einen Videoclip.

### 2000–2002
2000 erschien das dritte Album El Hob El Adem. Es enthielt unter anderem bekannte Songs wie Ash Men Shafak. Auch dieses Album hatte großen Erfolg in den Charts. Sein viertes Album Hobak Khayal erschien 2001 und enthielt 10 Songs, u. a. Hazzak Ya Qalby, Men Kotr Hoby Feek, und El Maraya.
Das erste Duett veröffentlichte Shaker 2002 mit dem bekannten arabischen Sänger Nawal. Es erreichte die Spitze der Charts und hielt sich dort für fünf Monate. Musikkritiker wählten den Song zum besten Duett in der Musikgeschichte der arabischen Staaten des Persischen Golfs. Auch zu diesem Song wurde ein Musikvideo gedreht, bei dem Ahmed El Doghajy Regie führte.

### 2003–2011
Seit 2003 veröffentlicht er bei Rotana Records. Mit der Veröffentlichung von Ya Ghayeb wurde Shaker in der arabischen Welt zum Star. Bereits vor Veröffentlichung der CD wurde der Song von mehreren arabischen Radiosendern gespielt und vielfach zum Besten Song 2003 gewählt. Aufgrund dessen wurde er bereits zum Hit, bevor er auf CD erschien. Die Rechte an der Melodie des Songs erwarb Shaker von dem griechischen Sänger und Komponisten Sotis Volanis. Der Text stammt von Prinz Turky Bin Abdel Rahman El Sudairy, der auch den Song Dehkat El Dony geschrieben hat.
Shaker hatte viele Auftritte bei großen arabischen Festivals, z. B. in Ägypten, Libanon, Jordanien, Kuweit, den Vereinigten Arabischen Emiraten sowie in anderen Ländern weltweit. Spätestens seit 2002 gilt er als einer der erfolgreichsten Sänger der arabischen Welt, auch wurde er mehrfach ausgezeichnet. Von seinen Fans erhielt er den Spitznamen Malek El Romansia (dt. König der Romantik). Shaker legte Wert auf die Erhaltung des traditionellen arabischen Musikstils (siehe Maqam).

## Politik

### Beziehungen zum radikalen Islam
Ausgelöst durch das im Jahre 2005 verübte Attentat auf Rafiq al-Hariri, einen libanesischen Ex-Präsidenten sunnitischen Bekenntnisses, wandte sich Shaker, ebenfalls Sunnite, immer mehr dem radikalen Islam zu. Bereits 2007, als er eine Europa-Tour abbrach, begann er über seinen Ruhestand nachzudenken. Im Jahr 2008 traten Berichte über eine Auseinandersetzung zwischen Shaker und Ragheb Alama, einem libanesischen Sänger schiitischen Bekenntnisses, an die Öffentlichkeit. Von Shaker habe Alama sogar Morddrohungen erhalten.  2010 machte Shaker die Pilgerfahrt nach Mekka und nahm seitdem weniger Auftritte an.
Nach dem Beginn des Bürgerkriegs in Syrien 2011, der auch die religiösen Konflikte im Libanon wieder aufflammen ließ, gab Shaker bekannt, die Aufständischen zu unterstützen und enger Befürworter des libanesischen Hisbollah-feindlichen Salafistenpredigers Scheich Ahmed al-Assir zu sein. Er erschien zusammen mit Al-Assir in der Öffentlichkeit und in Talkshows und wurde so neben Al-Assir zum Gesicht der Gruppierung. Durch Shakers Bekanntheit erreichte sie ein großes Publikum. Noch 2012 trat er auf einem Festival in Marokko u. a. mit Mariah Carey auf. Anschließend verkündete Shaker, seine Musikkarriere aufzugeben, da Musik haram sei. Er entschuldigte sich, ein Teil dieser „oberflächlichen“ Kultur gewesen zu sein und wolle sich nun auf islamische Studien konzentrieren. Er sehe Schiiten als Gefahr für all seine sunnitischen Glaubensbrüder und müsse sich dagegen zur Wehr setzen.
Nach einem Angriff Kämpfer Al-Assirs auf libanesische Soldaten am 23. Juni 2013 in Sidon, bei dem 17 Soldaten getötet wurden, behauptete Shaker in einem Video, selbst für den Tod zweier Soldaten verantwortlich zu sein. In anderen Videos rühmte sich Shaker mit dem Tod seiner Feinde und bezeichnete sie als „Hunde und Schweine“. Die libanesischen Behörden erließen Haftbefehle gegen Shaker, Al-Assir und 122 weitere Mitglieder seiner Miliz. Shaker wird mehrerer Verbrechen beschuldigt, unter anderem der Teilnahme an einer bewaffneten Rebellion und Mord. Shaker droht nun im schlimmsten Falle die Todesstrafe. Sein Bruder Abu Abed Shamandour wurde in der Folge getötet, sein Neffe festgenommen. Während der Ereignisse wurde Shakers Villa geplündert und in Brand gesetzt. Shaker und Al-Assir verschwanden, als Aufenthaltsort wurde das Ain al-Hilweh Flüchtlingscamp vermutet. In der militärischen Pufferzone zwischen den Barrikaden der libanesischen Armee und den zivilen Gebieten des Lagers trat er mehrmals während des Ramadans unter dem Schutz der sunnitischen Jund al-Sham Miliz in Erscheinung.
Während viele Fans entsetzt über Shakers Wandel waren, zeigten sich enge Bekannte und Freunde weniger überrascht. Shaker sei schon immer emotional, naiv und leicht beeinflussbar gewesen. Mit steigendem Erfolg sei er zunehmend in schlechte Kreise geraten, zudem habe er unter familiärem Druck gestanden. Vor allem sein Bruder habe ihn immer wieder überzeugen wollen, die Musik aufzugeben, da Singen im Islam verboten sei.
Am 8. März 2015 gab Shaker in einem Interview mit dem libanesischen Fernsehsender LBC bekannt, zu seinem „normalen Leben“ zurückkehren zu wollen. Er leugnete, an den Angriffen auf die libanesische Armee 2013 beteiligt gewesen zu sein oder je eine Waffe in den Händen gehalten zu haben. Er habe Al-Assir gegenüber nur „Sympathie“ empfunden, außerdem sei sein Verhältnis zu ihm angespannt gewesen. Er beteuerte seine Unschuld und gab an, sich möglicherweise selbst zu stellen. Gerüchten zufolge soll Shaker mit der libanesischen Regierung Verhandlungen geführt haben, wonach er öffentlich seine Verbindungen zu Al-Assir aufgeben und sich von seinen radikalen Aussagen distanzieren müsse, im Gegenzug könne Shaker das Flüchtlingscamp Ain Al-Hilweh verlassen, in dem er seit 2013 festsitzt. Das Interview solle Shakers Bild in der Öffentlichkeit rehabilitieren. Die libanesische Armee leugnete eine solche Abmachung.
In der libanesischen Bevölkerung stieß Shakers Auftritt auf gemischte Reaktionen, in sozialen Netzwerken reagierten viele Nutzer kritisch.

## Diskografie

### Alben
- 1998: Walah Zaman (Al Khouyoul Records)
- 1999: Baya' El Oolob (Al Khouyoul Records)
- 2000: El Hob El Adeem (Al Khouyoul Records)
- 2000: Sahrat Tarab (Master Melody)
- 2001: Hobak Khayal (Al Khouyoul Records)
- 2003: Layali Beirut (Rotana Records)
- 2003: Sa'at Taram maa Fadl Shaker (Rotana Records)
- 2003: Sidi Rouhi (Rotana Records)
- 2004: Saharni El Shok (Rotana Records)
- 2006: Allah Aalam (Rotana Records)
- 2009: Baada Aal Bal (Rotana Records)

### EPs
- 2022: Bjamel Nas

### Singles (Auswahl)
- 2003: Ya Ghayeb (Original: Sotis Volanis – Poso Mou Leipei)
- 2003: Dehket El Donya (Original: Despina Vandi – Anaveis Foties)
- 2018: Maa Al Salama
- 2019: Habetak
- 2020: Btwhashenni
- 2020: Maaol
- 2020: Eb2a 2ablny
- 2021: A3ed Makanna
- 2022: Khallina N3esh